# オットー・ヴィッテ
オットー・ヴィッテ（Otto Witte、1872年 10月16日 - 1958年 8月13日）はドイツ人の曲芸師である。また5日間という短い間ではあるが、スルタンの甥を装うことでアルバニアに王として君臨することに成功した王位請求者としても有名である。

## ヴィッテの主張

### アルバニア王即位
1913年アルバニア公国がオスマン帝国から独立したとき、ムスリム系住民の一部にスルタンの甥ハリム・エッディンを王として招く動きがあった。ハリムと自身の容姿が似ていることを知ったヴィッテは友人マックス・シュレスヴィヒらと共謀してアルバニアへ赴く。現地の軍の推戴によりヴィッテは王に即位し嘘がばれるまでの5日間ハーレムを満喫し隣国モンテネグロに宣戦布告をした。またその間に王国の財宝のかなりの部分を手中におさめたが、最終的に虚偽が露見し友人と国外へ脱出した。以上がヴィッテの主張となる。

### 主張の真偽
当時のスルタンアブデュルハミト2世の周辺にハリムなる人物の存在は確認されておらず、また現地アルバニアにおいてもヴィッテの主張を裏付ける証拠は見つかっていない。このようにヴィッテのアルバニア王即位を史実として歴史家に受け入れさせる試みは今のところ成功していない。

### 1925年ドイツ大統領選挙
またヴィッテは1925年ドイツ大統領選挙に出馬し25000-230000票を獲得したが、有力候補であったヒンデンブルクを支援するため2回目の決選投票を辞退したとも主張している。この件に関してもヴィッテの主張を支持する開票結果は現在のところ見つかっていない。

## ドイツ国内外の認知
ヴィッテについては当時からドイツ国内で広く知られていた。のちにベルリン警察は公式の身分証明書に元アルバニア王の称号を記載することを許可している（ただし真偽の確認が取れないためか芸名としてであったが）。またヴィッテの語った「体験談」は小説の題材にもなっている。

## 新聞や雑誌の報道
ヴィッテはアルバニア王として歴史の教科書に名を残すことには失敗したが、支持者がいないわけではなかった。不遜な歴史家たちとは異なり、新聞や雑誌はヴィッテの主張を事実として報道してきた。そしてその内容が「元アルバニア王」に対し敬意を欠くことはなかった。例えばタイム誌は「元アルバニア王オットー1世（Otto I, ex-King of Albania）」が87歳での崩御した際、その死を悼む記事を掲載している。